# Hemograma
Un hemograma o compte hemàtic és un conjunt d'anàlisis clíniques que determinen el nombre i la proporció en els quals es troben els diferents tipus de cèl·lules d'una mostra de sang. Un hemograma compta els leucòcits, els eritròcits i les plaquetes, mesura la concentració d'hemoglobina i l'hematòcrit (el volum dels eritròcits en proporció a la sang total) i calcula els índexs eritrocítics, que mostren la mida mitjana i el contingut d'hemoglobina dels eritròcits. De vegades inclou un leucograma, que compta els diferents tipus de leucòcits.
Se sol dur a terme en el marc d'un reconeixement mèdic i serveix per avaluar l'estat de salut i diagnosticar malalties. Els resultats es comparen amb els valors de referència, que poden variar segons el sexe i l'edat de la persona. Alguns trastorns, com ara l'anèmia i la trombocitopènia, es defineixen sobre la base d'anomalies en l'hemograma. Els índexs eritrocítics poden donar pistes sobre les causes de l'anèmia, incloent-hi la deficiència de ferro i la deficiència de vitamina B₁₂, mentre que els leucogrames poden facilitar el diagnòstic d'infeccions víriques, bacterianes i parasitàries i hemopaties com la leucèmia. No tots els resultats que se surten dels valors de referència necessiten tractament mèdic.